# Rhume
Rhume er en 48 km lang flod der løber i Niedersachsen, Tyskland.Den er en biflod fra højre til Leine. Dens udspring er en karstkilde nordøst for byen Rhumspringe, syd for Harzen. Fra kilden løber gennemsnitligt 2.000 l vand pr sekund, og den er en af de største karstkilder i Europa.
Rhume løber mod nordvest gennem kommunerne Gieboldehausen, Katlenburg-Lindau og Northeim, og løber ud i Leine vest for Northeim. Rhume løber gennem naturbeskyttelsesområdet Naturschutzgebiet Rhumeaue/Ellerniederung/Gillersheimer Bachtal.

## Tilløb
- Eller
- Hahle
- Oder
- Söse
- Düne